# Comuna de Środa Wielkopolska
Środa Wielkopolska (polaco: Gmina Środa Wielkopolska) é uma gminy (comuna) na Polónia, na voivodia de Grande Polónia e no condado de Średzki. A sede do condado é a cidade de Środa Wielkopolska.
De acordo com os censos de 2004, a comuna tem 30 036 habitantes, com uma densidade 145 hab/km².

## Área
Estende-se por uma área de 207,1 km², incluindo:
- área agricola: 83%
- área florestal: 7%

## Demografia
Dados de 30 de Junho 2004:
|                      | Total   | Total | Mulheres | Mulheres | Homens  | Homens |
| -------------------- | ------- | ----- | -------- | -------- | ------- | ------ |
|                      | pessoas | %     | pessoas  | %        | pessoas | %      |
| População            | 30 036  | 100   | 15 350   | 51,1     | 14 686  | 48,9   |
| Densidade (pop./km²) | 145     | 100   | 74,1     | 74,1     | 70,9    | 70,9   |

De acordo com dados de 2002, o rendimento médio per capita ascendia a 1354,83 zł.

## Subdivisões
- Annopole, Brodowo, Brzezie, Chocicza, Chudzice, Chwałkowo, Czarne Piątkowo, Dębicz, Dębiczek, Janowo, Januszewo, Jarosławiec, Kijewo, Koszuty, Lorenka, Marianowo Brodowskie, Mączniki, Nadziejewo, Olszewo, Pętkowo, Pierzchnica, Pławce, Połażejewo, Romanowo, Ruszkowo, Starkowiec Piątkowski, Szlachcin, Ulejno, Winna Góra, Zielniczki, Zmysłowo, Żabikowo.

## Comunas vizinhas
- Dominowo, Kleszczewo, Kostrzyn, Kórnik, Krzykosy, Zaniemyśl